# عبد الوهاب أبو زيد
 عبد الوهاب خليل أبو زيد مترجم وشاعر سعودي ولد في مدينة الهفوف في الأحساء، ينشر إنتاجه الشعري والأدبي وترجماته عن اللغة الإنجليزية في الصحف السعودية، من أبرز ترجماته: (أخبار الأيام) للمغني والشاعر الأمريكي بوب ديلان الحاصل على جائزة نوبل للآداب عام 2016م.

## التعليم
حاصل على البكالوريوس في اللغة الإنجليزية.

## إصدارات

### مؤلفات
- (لي ما أشاء) مجموعة شعرية صدرت عن نادي الشرقية الأدبي عام 2008م.[5]

- (ولا قبلها من نساء ولا بعدها من أحد) صدر عن دار طوى عام 2013م.[6]
- (عشاء وحيد لروحي الوحيدة) مجموعة شعرية صدرت عن دار خطوط وظلال عام 2020م.[7]
- (موجة سوداء في بحر أبيض) مختارات شعرية لنايرا وحيد. صدرت عن دار تشكيل عام 2020م.
- (لا تترك الليل وحده) مجموعة شعرية صدرت عن دار الانتشار العربي عام 2022م.

#### ترجمات
- (خزانة الشعر السنسكريتي) صدر عن مشروع كلمة عام 2012م.[8]
- (لست زائراً عابراً لهذا العالم) شعر مترجم. صدر عن دار سما عام 2015م.[9]
- (عسل الغياب: قصائد مختارة) للشاعر الأمريكي مارك ستراند. صدر عن دار ميارة في تونس عام 2017م.[10]
- (أخبار الأيام) للأمريكي بوب ديلان. صدر عن دار روايات عام 2018م.[11]
- (مثل آدم في جنته) للأمريكية ماري أوليفر. صدر عن دار صفحة سبعة عام 2021م.
- (في معنى أن نموت) للكاتبة الأسترالية كوري تايلر. مذكرات صدرت عن دار الأدب عام 2021م.[12]
- (شخصيات لا تنسى) تأليف: ليندا سينغر. صدر ضمن إصدارات مهرجان أفلام السعودية عام 2022م.[13]